# Murjan Tower
Murjan Tower – 40-piętrowy wieżowiec w Dubai Marina w Dubaju w Zjednoczonych Emiratach Arabskich. Budynek ma wysokość 185 m (684 ft), został ukończony w 2003 roku.